# Куата (Бразилия)
Куата (порт. Quatá)  —  муниципалитет в Бразилии, входит в штат Сан-Паулу. Составная часть мезорегиона Ассис. Входит в экономико-статистический  микрорегион Асис. Население составляет 11 971 человек на 2007 год. Занимает площадь 652,744 км². Плотность населения — 18,3 чел./км².
Праздник города — 13 июня.

## Статистика
- Валовой внутренний продукт на 2003 составляет 149.507.477,00 реалов (данные: Бразильский институт географии и статистики).
- Валовой внутренний продукт на душу населения на 2003 составляет 12.698,10 реалов (данные: Бразильский институт географии и статистики).
- Индекс развития человеческого потенциала на 2000 составляет 0,792 (данные: Программа развития ООН).